# Uruguai nos Jogos Olímpicos de Verão de 1952
O Uruguai participou dos Jogos Olímpicos de Verão de 1952 na cidade de Helsinque, na Finlândia.

## Medalistas

### Bronze
- Sergio Matto, Wilfredo Pelaez, Carlos Roselló, Tabaré Larre, Adesio Lombardo, Roberto Lovera, Héctor Costa, Nelson Demarco, Héctor García Otero, Martín Acosta y Lara, Enrique Baliño, e Victorio Cieslinskas - Basquetebol masculino;
- Juan Rodríguez Iglesias e Miguel Seijas - Remo - Skiff duplo.